# PGC 43636
LEDA/PGC 43636 ist eine Galaxie im Sternbild Jungfrau auf der Ekliptik. Sie ist schätzungsweise 183 Millionen Lichtjahre von der Milchstraße entfernt und hat einen Durchmesser von etwa 45.000 Lichtjahren. 
Im selben Himmelsareal befinden sich u. a. die Galaxien NGC 4770, PGC 43543, PGC 183350, PGC 990228.